# Stara Nova vas
Stara Nova vas je naselje v Občini Križevci.